# Chthonius kewi
Chthonius kewi es una especie de arácnido  del orden Pseudoscorpionida de la familia Chthoniidae.

## Distribución geográfica
Se encuentra en Reino Unido.